# 양순 연구개 접근음
양순 연구개 접근음(兩脣 軟口蓋 接近音)은 자음중 하나로, 양순과 연구개로 조음하는 접근음이다. 국제 음성 기호에서는 [w]로 표기한다.

## 발음의 예
- 한국어: ㅇ으로 시작하는 ㅘ, ㅙ, ㅝ, ㅞ의 첫소리에서 이 소리가 난다.
- 말레이어, 아파르어, 소토어, 오로모어, 쇼나어, 요루바어, 촐어, 하우사어, 야칸어, 스와힐리어, 야오어, 르완다어: w에서 이 소리가 난다.
- 영어: water의 w에서 이 소리가 난다. 웨일스어 유래 외래어와 wr·aw·ew·ow의 w는 제외한다.
- 나와틀어: 모음 앞의 hu와 다른 자리에서의 uh에서 이 소리가 난다.
- 폴란드어, 카슈브어: ł에서 이 소리가 난다.
- 태국어: ว에서 이 소리가 난다.
- 베르베르어파: 라틴 문자 표기의 w, 티피나그 문자의 ⵡ에서 이 소리가 난다.
- 표준 중국어, 광둥어, 관화: wu의 w가 아닌 병음 w에서 이 소리가 난다.
- 코사어: w와 wh에서 이 소리가 난다. wh는 이완음이다.
- 아일랜드어: 넓은 자음의 bh, bhf, mh에서 이 소리가 난다.
- 총가어: w와 wh에서 이 소리가 난다. wh는 유기음이다.
- 서부 크리어: 크리 음절 문자 표기의 ᐍ, ᐏ, ᐓ, ᐘ, ᐑ, ᐕ, ᐚ의 첫소리와 ᐤ, 라틴 문자 표기의 w에서 이 소리가 난다.